# László Esterházy
Graaf László Esterházy (Rábapaty, °10 juni 1769  – Smolník, † 11 september 1824) was een Hongaarse 19e-eeuwse bisschop van het bisdom Rožňava.

## Biografie

### Priester
László Esterházy was een Rooms-katholieke geestelijke van adellijke afkomst. Hij studeerde theologie in Bratislava. Zijn priesterwijding geschiedde op 26 augustus 1792 en zijn eerste kerkelijke functie was kapelaan. Later fungeerde hij als secretaris van een andere geestelijke.
Vanaf 1796 was hij pastoor in Abaliget. Het jaar nadien, in 1797, werd hij overgeplaatst naar Dunaföldvár. 
Enkele jaren later, in 1802, werd hij:
- kanunnik van het bisdom Pécs,
- rector van het seminarie in Pécs,
- bisschoppelijk vicaris.

In 1802 werd hij bovendien gehuldigd met de graad van "titulair abt" van de Onze-Lieve-Vrouw-abdij in Komárom.

### Bisschop
Op 19 december 1810 werd László Esterházy geselecteerd en op 6 april 1811 werd hij bevestigd voor de functie van bisschop in Rožňava. Het duurde 4,5 jaar vooraleer hij gewijd werd. De wijding geschiedde op 23 juli 1815  tijdens een viering waarbij bisschop Andrej Szabó (de eerste bisschop van Košice) voorging.
In 1816 -spoedig na zijn wijding- richtte László Esterházy een lyceum op.
Hij stelde de inspanningen van wetenschappers op prijs: om die reden hielp hij hen financieel bij de publicatie van hun werken.
László Esterházy was ook de magyarisatie gunstig genegen. Hij spande zich in om de Hongaarse taal te verspreiden onder de geestelijkheid en de gelovigen. Zijn jaarlijkse kersttoespraak hield hij in het Hongaars alhoewel in Rožňava meer talen gesproken werden. 

### Overlijden
Toen bisschop Esterházy 55 jaar en drie maanden was, overleed hij op 11 september 1824 in Smolník terwijl hij om dienstredenen op reis was.
Hij oefende de bisschoppelijke functie daadwerkelijk uit vanaf 19 december 1810 tot 11 september 1824 en was een geestelijke gedurende 32 jaar en 17 dagen.

## Werken
- (hu)  ’’A szentségnek és tiszteletnek arany koronájával megdicsőített fejedelem’’ (1804).
- (hu)  ’’Pásztori beszéd’’ (1815).